# 오가사와라 겐쇼
오가사와라 겐쇼(일본어: 小笠原 賢聖, 1995년 3월 26일~)는 일본의 축구 선수이다.

## 구단 경력
그는 2013년부터 2016년까지 일본 체육대학에서 활동하였다. 2017년 J3리그의 YSCC 요코하마에 입단했다. 2018년 일본 지역 리그의 베로스크로노스 쓰노로 이적했다. 그 후 도쿄 유나이티드 FC에서 뛰었다.